# Clémence Vieira
Clémence Vieira (Grenoble, 1 november 2000) is een Franse beachvolleybalspeler. Ze nam eenmaal deel aan de Olympische Spelen.

## Carrière
Vieira werd in 2017 met Marie Nevot negende bij de EK onder 18 in Kazan. Een jaar later deed ze met Mia Guyot mee aan de EK onder 20 in Anapa en bereikte ze de kwartfinales van de EK onder 22 in Jūrmala. In Montpellier debuteerde ze met Guyot in het najaar van 2018 in de FIVB World Tour. Het jaar daarop speelde ze met verschillende partners drie kwalificatietoernooien in de internationale beachvolleybalcompetitie. Met Pia Szewczyk behaalde ze zowel in 2019 in Antalya als in 2020 in İzmir een negende plaats bij de EK onder 22. Vanaf 2021 speelt Vieira met Aline Chamereau. Het duo deed het eerste jaar mee aan zeven toernooien in de World Tour en behaalde een vierde plaats bij het 1-ster-toernooi van Nijmegen. Het jaar daarop kwamen ze bij vijf toernooien in de Beach Pro Tour – de opvolger van de World Tour – niet verder dan twee negentiende plaatsen (Kuşadası en Dubai). Bij de Europese kampioenschappen in München was de groepsfase na twee nederlagen het eindstation.
In 2023 namen Vieira en Chamereau deel aan elf mondiale toernooien. Ze behaalden drie podiumplaatsen bij de drie Future-toernooien waar ze aan meededen: tweede in Lille en derde in Warschau en Brno. Bij de Challenge-toernooien van Goa en Chiang Mai bereikten ze de kwartfinales. Het daaropvolgende seizoen waren ze actief op tien toernooien in de Beach Pro Tour. Ze kwamen daarbij tot een vijfde (Haikou) en vier negende plaatsen (Recife, Saquarema, Xiamen en Stare Jabłonki). In eigen land nam het duo deel aan de Olympische Spelen waar ze na drie nederlagen in de groepsfase bleven steken. Bij de EK in Nederland was de groepsfase na een overwinning en twee nederlagen eveneens het eindstation. In 2025 wonnen Vieira en Chamereau een bronzen medaille bij het Challenge-toernooi van Alanya en eindigden ze als vijfde in Xiamen. Bij de EK in Düsseldorf wonnen ze zilver achter het Oekraïense tweetal Maryna Hladoen en Tetjana Lazarenko.

## Palmares
Kampioenschappen
- 2025:  EK

Beach Pro Tour
- 2023:  Lille Future
- 2023:  Warschau Future
- 2023:  Brno Future
- 2025:  Alanya Challenge